# کلایتون (اوهایو)
کلایتون(به انگلیسی: Clayton) شهری در ایالت اوهایو کشور ایالات متحده آمریکا است که جمعیت آن در سرشماری سال ۲۰۱۰ میلادی، ۱۳٬۲۰۹ نفر بوده‌است.